# Megastigmus amelanchieris
Megastigmus amelanchieris är en stekelart som beskrevs av Joseph Augustine Cushman 1918. Megastigmus amelanchieris ingår i släktet Megastigmus och familjen gallglanssteklar. Inga underarter finns listade i Catalogue of Life.